# Kings of Suburbia
Kings of Suburbia è il quinto album in studio del gruppo musicale tedesco Tokio Hotel, pubblicato il 3 ottobre 2014 dalla Island Records.

## Pubblicazione e promozione
Per anticipare la pubblicazione dell'album, il gruppo ha pubblicato tre brani attraverso il proprio canale YouTube. Il primo di questi è stato Run, Run, Run, reso disponibile per l'ascolto il 12 settembre 2014; una settimana più tardi è stata pubblicata Girl Got a Gun, mentre il 26 settembre è stata la volta di Love Who Loves You Back, pubblicato come singolo apripista dell'album.
L'album è stato reso disponibile nei formati standard, deluxe (contenente quattro bonus track e un DVD) e Limited Super Deluxe; quest'ultimo è un cofanetto che racchiude la versione deluxe dell'album sia in formato CD che in quello LP più una musicassetta con due demo dei Devilish (nome originario dei Tokio Hotel) e un libro fotografico di 50 pagine.
Il 3 aprile 2015 è stato pubblicato il secondo singolo, Feel It All.

## Tracce
1. Feel It All – 4:00 (Bill Kaulitz, Tom Kaulitz, David Jost, Joacim Persson)
2. Stormy Weather – 3:29 (Bill Kaulitz, Tom Kaulitz, David Jost, Patrick Benzner, Dave Roth)
3. Run, Run, Run – 3:25 (Bill Kaulitz, Tom Kaulitz, David Jost, Joacim Persson, Ry Cuming, Johan Alkenas)
4. Love Who Loves You Back – 3:49 (Bill Kaulitz, Tom Kaulitz, David Jost, Antonina Armato, Thomas Armato Sturges, Tim James)
5. Covered in Gold – 4:29 (Bill Kaulitz, Tom Kaulitz, David Jost, Patrick Benzner, Dave Roth)
6. Girl Got a Gun – 2:46 (Bill Kaulitz, Tom Kaulitz, David Jost, Patrick Benzner, Dave Roth)
7. Kings of Suburbia – 3:23 (Bill Kaulitz, Tom Kaulitz, Patrick Benzner, Dave Roth)
8. We Found Us – 3:23 (Bill Kaulitz, Tom Kaulitz, Patrick Benzner, Dave Roth)
9. Invaded – 3:28 (Bill Kaulitz, Tom Kaulitz, David Jost, Patrick Benzner, Dave Roth, Guy Chambers)
10. Never Let You Down – 3:13 (Bill Kaulitz, Tom Kaulitz, Patrick Benzner, Dave Roth)
11. Louder Than Love – 3:35 (Bill Kaulitz, Tom Kaulitz, David Jost, Antonina Armato, Tim James)

Versione Deluxe
- CD

1. Masquerade – 3:17 (Bill Kaulitz, Tom Kaulitz, Patrick Benzner, Dave Roth)
2. Dancing in the Dark – 3:27 (Bill Kaulitz, Tom Kaulitz, Patrick Benzner, Dave Roth)
3. The Heart Get No Sleep – 3:49 (Bill Kaulitz, Tom Kaulitz, David Jost, Jim Persson, Sebastian Arman)
4. Great Day – 3:19 (Bill Kaulitz, Tom Kaulitz, Patrick Benzner, Dave Roth)

- DVD

1. The Intimate Interview 'Time That We Have the Talk' – 24:20

## Classifiche
| Classifica (2014) | Posizione massima |
| ----------------- | ----------------- |
| Austria           | 8                 |
| Belgio (Fiandre)  | 23                |
| Belgio (Vallonia) | 13                |
| Germania          | 2                 |
| Italia            | 5                 |
| Paesi Bassi       | 23                |
| Svizzera          | 11                |